# Natalie Steward
Pour les articles homonymes, voir Steward.
Natalie Steward, née le 30 avril 1943 à Pretoria en Afrique du Sud, est une nageuse britannique spécialiste des épreuves en nage libre et en dos, qui a aussi concouru sous les couleurs de la Rhodésie.

## Biographie
Natalie Steward nage sous les couleurs de la Rhodésie aux Jeux de l'Empire britannique et du Commonwealth de 1958. Elle représente la Grande-Bretagne aux Jeux olympiques de 1960.

## Palmarès

### Jeux olympiques
- Jeux olympiques de 1960 à Rome (Italie) :
  -  Médaille de bronze sur 100 m nage libre.
  -  Médaille d'argent sur 100 m dos[2].